# BP Tower
BP Tower – wieżowiec w Cleveland, w stanie Ohio, w Stanach Zjednoczonych, o wysokości 201 m. Budynek został otwarty w 1987, posiada 45 kondygnacji.